# Warren (New York)
Warren város az USA New York államában. Lakosainak száma 1029 fő (2020. április 1.).

## Népesség
A település népességének változása:

| 2010 | 1 143 |
| 2020 | 1 029 |